# (34689) 2001 FY147
2001 FY147 (asteroide 34689) é um asteroide da cintura principal. Possui uma excentricidade de 0.25594930 e uma inclinação de 13.11663º.
Este asteroide foi descoberto no dia 24 de março de 2001 por LONEOS em Anderson Mesa.